# Edith Kammer
Edith Kammer (geboren als Edith Schneider am 20. Dezember 1932 in Nyon; gestorben am 17. Dezember 2022 in Wimmis) war eine Schweizer Schriftstellerin. Sie hat Kolumnen – unter anderem im Magazin –, Romane und Erinnerungen in Deutsch und Berndeutsch veröffentlicht. Ihr Leben verbrachte sie erst in der Romandie, dann ab 1939 vorwiegend im Simmental und in Thun. Zuletzt lebte sie in Wimmis, wo sie im Dezember 2022, drei Tage vor ihrem 90. Geburtstag, starb.

## Werke
- Talgeschichten, Wimmis 1996
- Schwarzes Gold. Erinnerungen an den Kohlenbergbau im Berner Oberland (mit Paul Hugger). Libelle, Zürich 2000, ISBN 3-9521680-1-7
- Chuum z gluube. Unghüürligs rund um e Niese. Zytglogge Verlag, Oberhofen am Thunersee 2004, ISBN 3-7296-0680-8
- Füür un Flamme. Gschichte us de Chriegsjahr am Fuess vom Stockhorn. Zytglogge, Oberhofen 2006, ISBN 3-7296-0719-7
- Vo allem e chly. Stammtisch u anderi Gschichte. Sutter, Grindelwald 2009, ISBN 978-3-907841-08-2
- Der Bergmanns-Schmied und das schwarze Gold. Sutter, Grindelwald 2010, ISBN 978-3-907841-09-9
- Diese Brücke war mein Schicksal. Zytglogge, Oberhofen 2013, ISBN 978-3-7296-0867-2